# Place Félix Éboué
Der Place Félix Éboué ist ein Verkehrsknotenpunkt im Quartier de Picpus im 12. Arrondissement von Paris.

## Lage
An dieser Stelle kreuzen sich die Straßen Avenue Daumesnil (sie überquert den Platz), Rue de Reuilly, Rue Lamblardie, Boulevard de Reuilly,  Rue Claude-Decaen und Rue Taine.

## Namensursprung
Die Benennung der Straße ist eine Hommage an den französischen Kolonialverwalter (französisch Administrateur colonial) und Politiker Félix Éboué, der sich im August 1940 als einer der ersten für das France libre von General de Gaulle einsetzte.

## Geschichte
Der Platz Félix Éboué ist an der Stelle entstanden, wo sich die Barrière de Reuilly befand und wurde daher auch zuerst «Place de la Barrière-de-Reuilly» (1864 dann Place Daumesnil) genannt.
Am 2. Juni 1918, während des Ersten Weltkriegs, wurde der „Place Daumesnil“ bei einem Angriff deutscher Flugzeuge getroffen.
Der Platz erhielt im Juni 1946 den heutigen Namen.

## Sehenswürdigkeit
Die Mitte des Platzes ziert die Fontaine du Château d’eau (oder Löwenbrunnen), ein Werk von Gabriel Davioud im Auftrag von Haussmann. Die Fontaine wurde ursprünglich am Place du Château d’Eau (heute Place de la République) aufgestellt, bevor er 1880 im Zuge der Errichtung des Denkmals für die Republik der Brüder Léopold und Charles Morice an seinen heutigen Standort verlegt wurde.

## Galerie

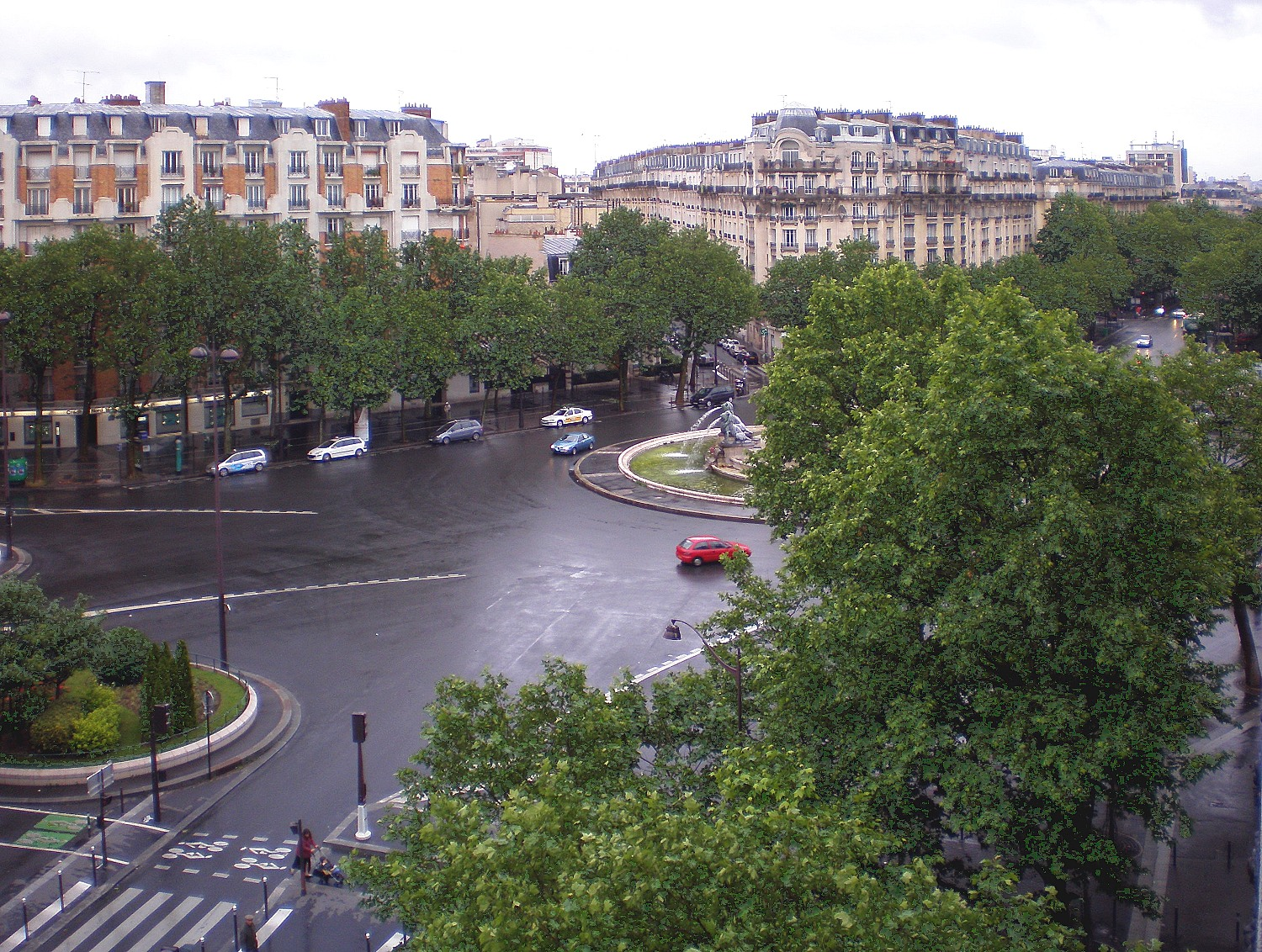
Place Félix-Éboué (von südwest)
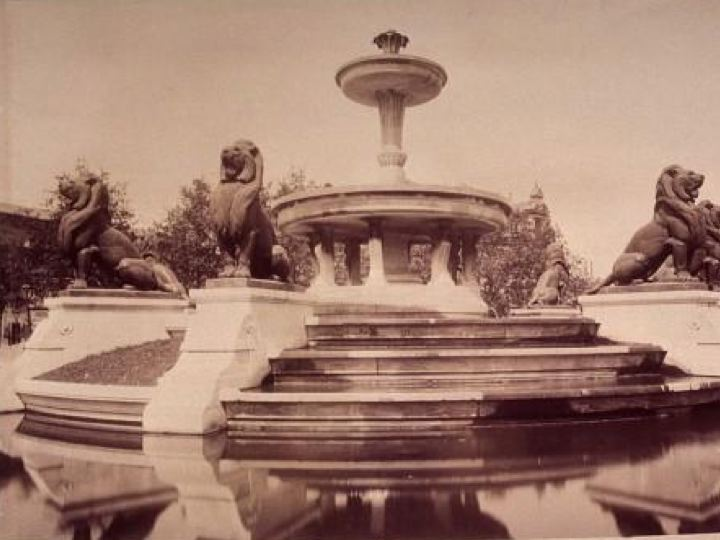
Fontaine du Château d’eau, Foto von Eugène Atget (1903).
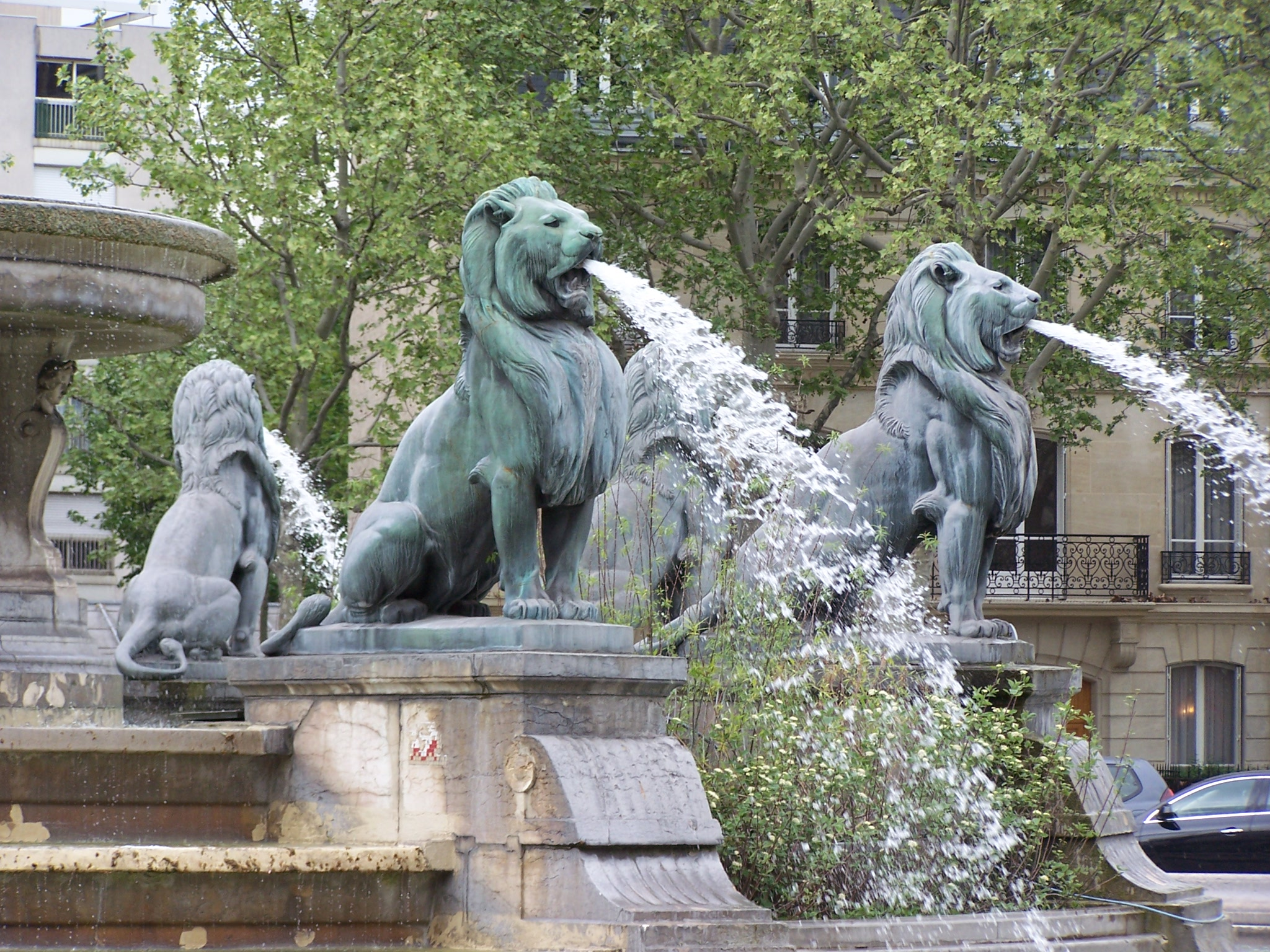
Die Löwen rund um den Brunnen